# Karen Asryan
Karen Asryan (Erevan, 24 aprile 1980 – Erevan, 9 giugno 2008) è stato uno scacchista armeno.
Grande Maestro di scacchi e membro della nazionale di scacchi dell'Armenia, ha raggiunto il massimo di 2646 punti Elo a gennaio 2006. Il suo ultimo punteggio Elo ad aprile 2008 era di 2630.
Nella sua carriera ha vinto il Campionato armeno nel 1999, 2007 e 2008 e i forti tornei di Dubai nel 2001 e di Stepanakert nel 2004.
Come terza scacchiera della squadra armena nel 2006 Asrian ha vinto le Olimpiadi di scacchi tenutesi a Torino. Asrian aveva uno stile di gioco solido che unito a un'ottima tecnica nei finali lo rendevano un ottimo giocatore di squadra.
Il 9 giugno 2008 Asryan è morto a Erevan per un sospetto infarto mentre era alla guida della sua automobile.